# Henning Holte
Henning Holte (ur. 27 września 1941) – duński zapaśnik walczący w stylu klasycznym. Zdobył cztery medale na mistrzostwach nordyckich w latach 1969 - 1972. Sześciokrotny mistrz Danii w latach: 1961, 1969 - 1973, a drugi w 1964, 1966 i 1967 roku.